# Člou
Člou (abchazsky Ҷлоу, gruzínsky ჭლოუ – Člou) je vesnice v Abcházii v okrese Očamčyra. Leží přibližně 18 km severně od okresního města Očamčyra. Obec sousedí na západě s Kvačarou a s Gvadou, na severu přes Kodorský hřbět s Cabalem, na východě s Otapem a s Tchynou a na jihu s Mykuvou. Na sever od vsi se nachází těžko prostupný horský terén Kodorského hřbetu. Obcí protéká řeka Kumarča, do níž se v centru vlévá potok Duab.
Oficiálním názvem obce je Vesnický okrsek Člou (rusky Члоусская сельская администрация, abchazsky Ҷлоу ақыҭа ахадара). Za časů Sovětského svazu se okrsek jmenoval Člouský selsovět (Члоусский сельсовет).

## Části obce
Součástí Člou jsou následující části:
- Člou (Ҷлоу)
- Aimara (Аимара)
- Akydra (Ақыдра)
- Androu (Андроу)
- Aražupara (Аражәпара)
- Žanychu (Жаныхә)
- Laganiachu (Лаганиахә)

## Historie
Člou byla od dávných dob jedna z největších vesnic historického abchazského regionu Abžua. Název pochází od zdejších šlechtických rodů Ačba a Lou. Dle zdejší lidové slovesnosti jednoho dne onemocněl jeden Ačba záhadnou chorobou, jež posléze zdecimovala celý tento rod. Přežil pouze starý kníže, jehož jediní zbylí příbuzní žili v Abázinii (Abazašta), kde se jmenovali Louové. Aby zabránil strašnému konci, rozhodl se tento stařec přivést odtamtud některého ze svých příbuzných. Vypravil se tedy do Abazašty, aby jim pověděl o pohromě, která postihla jeho panství v Abcházii a aby své příbuzné požádal o svěření jednoho z jejich synů do jeho péče. Příbuzní mu vyhověli pod podmínkou, že adoptovaný syn musí nést jména Ačba i Lou, aby nezapomněl na svůj původ v Abazaště. Starý kníže Ačba ho tedy vychoval a jakmile jeho adoptivní syn dospěl, shromážděnému lidu oznámil rozhodnutí odkázat své knížectví a svůj majetek adoptivnímu synovi, kterého pojmenoval Ač-Lou. Dle této legendy sídlil Ač-Lou v současné obci Člou.
Ještě v 19. století žilo ve Člou téměř 50 představitelů abchazské šlechty. Kromě Abchazů se zde usadili i lidé tureckého, řeckého, abázského či německého původu. Obec byla těžce postižena mahadžirstvem, kdy byla značná část zdejšího obyvatelstva následkem Kavkazské války odsunuta do Osmanské říše.
V roce 1941 odešlo z Člou bojovat do Druhé světové války 311 zdejších mužů. Vrátilo se jich jen 120. Mezi padlými byli abchazští básníci Raufbej Džapva a Sergej Cabrija. V této obci se narodil známý abchazský spisovatel a politik Bagrat Šinkuba.
Během války v Abcházii v letech 1992 a 1993 bylo Člou pod kontrolou abchazských partyzánů.

## Obyvatelstvo
Dle nejnovějšího sčítání lidu z roku 2011 je počet obyvatel této obce 1609 a jejich složení následovné:
- 1535 Abchazů (95,4 %)
- 53 Gruzínců (3,3 %)
- 11 Rusů (0,7 %)
- 10 ostatních národností (0,6 %)

Před válkou v Abcházii žilo v obci bez přičleněných vesniček 1462 obyvatel. V celém Člouském selsovětu žilo 2393 obyvatel.